# Colin Maclaurin
Colin Maclaurin (Kilmodan, 1698. február – 1746. június 14.) skót matematikus. Róla nevezték el a Taylor-sorok egy fajtáját, a Maclaurin-sort.

## Élete
Apja, John Maclaurin, aki Glendaruelben volt lelkipásztor, még Colin kiskorában elhunyt. Édesanyja is meghalt, mielőtt a gyermek betöltötte volna kilencedik életévét, így Colint nagybátyja, Daniel Maclaurin kilfinani lelkipásztor nevelte.
11 éves korában beiratkozott a Glasgow-i egyetemre. Ez nem volt szokatlan abban az időben, de az igen, hogy 14 éves korában sikeresen elvégezte az egyetemet. Ezután még egy ideig Glasgow-ban maradt hittudományt tanulni. 1717-ben, tizenkilenc éves korában matematikaprofesszor lett az aberdeeni egyetemen. Ezzel ő lett a világ legfiatalabb professzora, és ezt a rekordot csak 2008 márciusában múlta felül Alia Sabur. 1719 és 1721 között a szünidőkben Londonba utazott, ahol megismerkedett Sir Isaac Newtonnal, Benjamin Hoadly-val, Samuel Clarke-kal, Martin Folkesszel és más filozófusokkal. A Royal Society tagjává választották.
1722-ben, miután helyettest biztosított az aberdeeni osztálya számára, a kontinensre utazott George Hume nevelőjeként. Lotaringiai utazásuk idején írta meg Demonstration des loix du choc des corps című értekezését,amellyel 1724-ben elnyerte a Francia Természettudományi Akadémia díját. Tanítványának Montpellierben bekövetkezett halála után Maclaurin visszatért Aberdeenbe.
1725-ben Isaac Newton ajánlására James Gregory matematikaprofesszor helyettese, majd utódja lett az Edinburgh-i egyetemen. Newton olyan jó véleménnyel volt Maclaurinról, hogy ő állta a fizetését.
1733-ban feleségül vette Anne Stewartot, Skócia főügyészének a lányát. Hét gyermekük született, akik közül John Maclaurin utóbb Lord Dreghorn lett, és ő volt a Royal Society of Edinburgh egyik alapítója.
1745-be aktív szerepet vállalt a jakobita felkelés elleni harcban, és ő felügyelte Edinburgh védelmi munkálatait. Amikor a skót hadsereg elfoglalta a várost, Yorkba menekült. Utazása során leesett a lóról, és hideg, az utazással járó fáradtság és izgalom ödéma kialakulásához vezetett. Miután a jakobita hadsereg elhagyta Edinburgh-t, visszatért a városba, de hamarosan meghalt.

## Matematikai munkássága
Maclaurin a Treatise of Fluxions című művében Taylor-sorokat használt a végtelenszer differenciálható függvények maximumának, minimumának és inflexiós pontjainak jellemzésére. Maclaurin Taylornak tulajdonította a sorokat, noha ezeket már Newton és James Gregory is ismerték, és egyes speciális eseteket már a 14. századi Indiában is ismertek.
Ennek ellenére, az olyan Taylor-sort, ahol a hatványsor középpontja 0, Maclaurin-sornak nevezik.(Grabiner 1997).
Maclaurin Eulertől függetlenül, azonos módszerrel dolgozva felfedezte az Euler–Maclaurin-képletet, amit a számtani sorozatok hatványösszegének kiszámítására, a Stirling-formula levezetésére, valamint a Newton–Cotes numerikus integrálási képletek levezetésére használt (utóbbinak egy speciális esete a Simpson-módszer).(Grabiner 1997)

## Legfontosabb művei
- Geometria Organica – 1720
- De Linearum Geometricarum Proprietatibus – 1720
- Treatise on Fluxions – 1742
- Treatise on Algebra – 1748 (két évvel a halála után)
- Account of Newton's Discoveries – befejezetlen maradt, 1748-ban vagy 1750-ben adták ki (a források ellentmondóak)

## Fordítás
- Ez a szócikk részben vagy egészben  a   Colin Maclaurin című angol Wikipédia-szócikk ezen változatának fordításán alapul.  Az eredeti cikk szerkesztőit annak laptörténete sorolja fel. Ez a jelzés csupán a megfogalmazás eredetét és a szerzői jogokat jelzi, nem szolgál a cikkben szereplő információk forrásmegjelöléseként.